# Pro Loquela Silesiana
Pro Loquela Silesiana – Towarzystwo Kultywowania i Promowania Śląskiej Mowy - stowarzyszenie rejestrowe, działające od 2007 roku. 8 stycznia 2009 r. Pro Loquela Silesiana decyzją sądu rejestrowego otrzymała status organizacji pożytku publicznego.

## Historia
Towarzystwo zostało powołane do życia przez 16 założycieli 20 października 2007 roku w Mikołowie, a jego sądowa rejestracja nastąpiła 30 stycznia następnego roku. W marcu 2008 r. Pro Loquela Silesiana, Ruch Autonomii Śląska i Związek Górnośląski wystosowały apel do posłów ze Śląska o nadanie mowie śląskiej statusu języka regionalnego. W związku z tym, na prośbę stowarzyszenia 6 naukowców (m.in. Jolanta Tambor, Tomasz Wicherkiewicz, Tomasz Kamusella i Jerzy Dadaczyński) przygotowało ekspertyzy, z których wynika, że z naukowego punktu widzenia nie ma podstaw by odmawiać nadania śląskiej mowie tego statusu języka. Ekspertyzy te zostały przekazane na ręce wicemarszałek Senatu Krystyny Bochenek oraz wojewody śląskiego Zygmunta Łukaszczyka w trakcie konferencji "Śląsko godka – jeszcze gwara czy jednak już język?" w czerwcu 2008 roku. W tym czasie stowarzyszenie rozpoczęło wspólnie z Uniwersytetem Śląskim realizację programu standaryzacji mowy śląskiej. 8 stycznia 2009 Pro Loquela Silesiana otrzymała status organizacji pożytku publicznego. 13 lutego 2009 roku, dzięki współpracy z sekretarzem stowarzyszenia, Mirosławem Syniawą, na pierwszej stronie katowickiego dodatku Gazety Wyborczej ukazał się artykuł w całości napisany po śląsku.

## Cel i środki działania

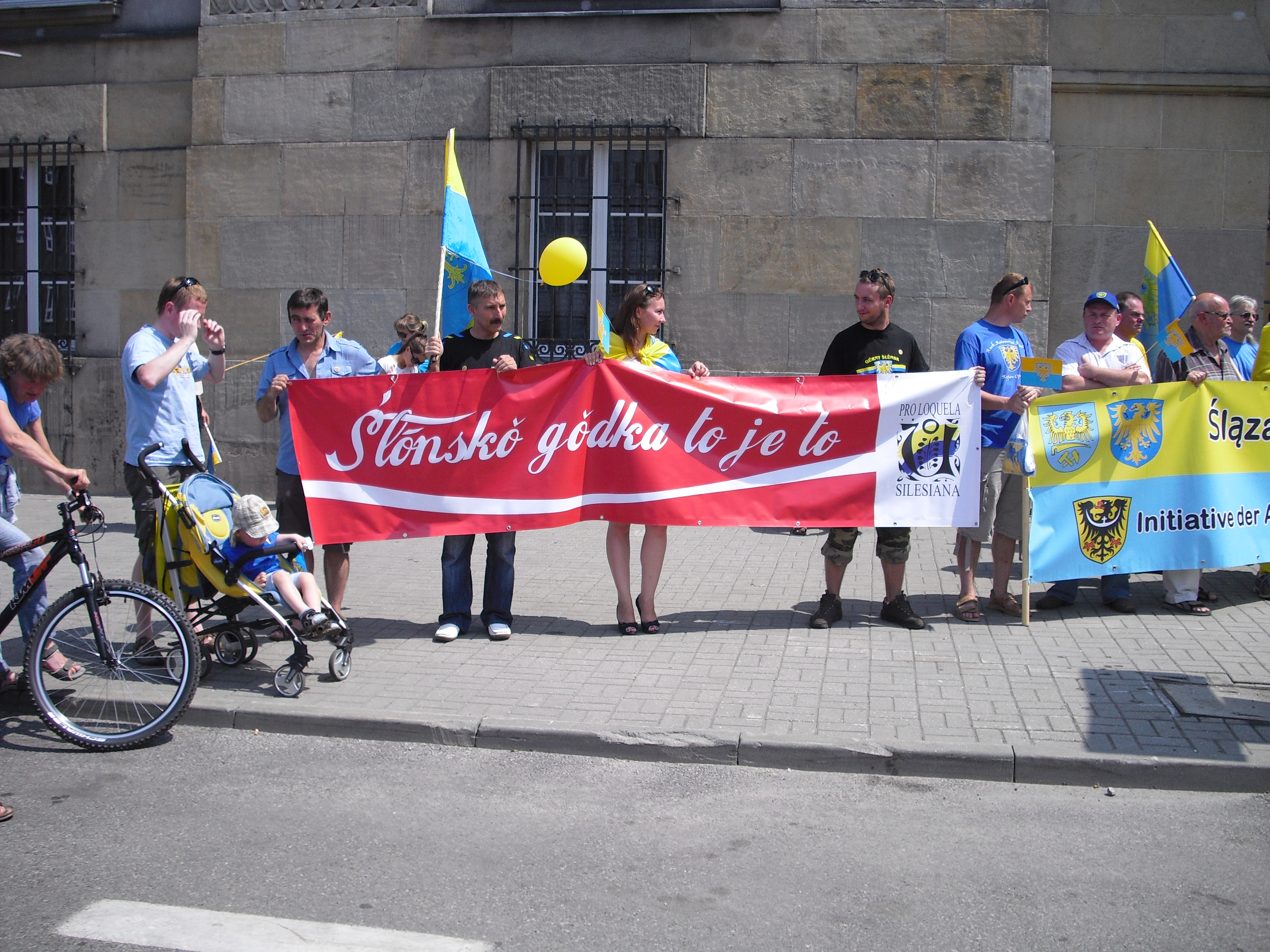
Banner Pro Loquela Silesiana na IV Marszu Autonomii

Celem Towarzystwa jest dbałość o należną śląskiej mowie pozycję w społeczności Górnego Śląska i jej obecność w przestrzeni publicznej, upowszechnianie wiedzy o śląskiej mowie, inicjowanie i wspomaganie prac mających na celu ujednolicenie śląskiej ortografii (np. opracowanie nowej wersji alfabetu śląskiego), gramatyki i leksyki, promowanie śląskiej mowy poprzez media i publikacje oraz wspieranie twórców posługujących się śląską mową.

## Członkowie honorowi
- Lucjan Karasiewicz
- Józef Kulisz
- Kazimierz Kutz
- Maria Nowak
- Marek Plura
- Andrzej Skupiński
- Michał Smolorz
- Jolanta Tambor
- Bogusław Wyderka

## Prezesi stowarzyszenia
- Rafał Adamus 2008–2016
- Jerzy Ciurlok 2016-2021
- Rafał Adamus od 2021